# RWDD2A
RWDD2A (англ. RWD domain containing 2A) – білок, який кодується однойменним геном, розташованим у людей на 6-й хромосомі. Довжина поліпептидного ланцюга білка становить 292 амінокислот, а молекулярна маса — 33 893.
| 10         |  | 20         |  | 30         |  | 40         |  | 50         |
| ---------- |  | ---------- |  | ---------- |  | ---------- |  | ---------- |
| MSASVKESLQ |  | LQLLEMEMLF |  | SMFPNQGEVK |  | LEDVNALTNI |  | KRYLEGTREA |
| LPPKIEFVIT |  | LQIEEPKVKI |  | DLQVTMPHSY |  | PYVALQLFGR |  | SSELDRHQQL |
| LLNKGLTSYI |  | GTFDPGELCV |  | CAAIQWLQDN |  | SASYFLNRKL |  | VYEPSTQAKP |
| VKNTFLRMWI |  | YSHHIYQQDL |  | RKKILDVGKR |  | LDVTGFCMTG |  | KPGIICVEGF |
| KEHCEEFWHT |  | IRYPNWKHIS |  | CKHAESVETE |  | GNGEDLRLFH |  | SFEELLLEAH |
| GDYGLRNDYH |  | MNLGQFLEFL |  | KKHKSEHVFQ |  | ILFGIESKSS |  | DS         |

A: Аланін

C: Цистеїн

D: Аспарагінова кислота

E: Глутамінова кислота

F: Фенілаланін

G: Гліцин

H: Гістидин

I: Ізолейцин

K: Лізин

L: Лейцин

M: Метіонін

N: Аспарагін

P: Пролін

Q: Глутамін

R: Аргінін

S: Серин

T: Треонін

V: Валін

W: Триптофан

Задіяний у такому біологічному процесі, як альтернативний сплайсинг. 